# Kristiane Kupfer
Kristiane Kupfer (* 6. Oktober 1960 in Ost-Berlin) ist eine deutsche Schauspielerin. Sie ist die Tochter von Marianne Fischer-Kupfer und Harry Kupfer.

## Leben
Kupfer absolvierte ein vierjähriges Schauspielstudium an der Hochschule für Schauspielkunst „Ernst Busch“ Berlin mit HS-Diplom. Danach trat sie einige Jahre in Theaterstücken auf (u. a. Die Soldaten, Was ihr wollt, Dreigroschenoper). Ab 1984 sah man sie u. a. in den Fernseh- und Kinoproduktionen Zahn um Zahn, Goldstaub, Tödliches Erbe, Der Havelkaiser, Wolffs Revier, Stadtklinik, Taina, Der Puma-Traumtänzer, Abbuzze! Der Badesalz-Film (1996), Parkhotel Stern (1997), Kommissar Schimpanski (1997), Sperling (1998), Holgi – Der böseste Junge der Welt (1999), Mein absolutes Lieblingslied (2000), Tatort: Blüten aus Werder (2000) und Sex oder Liebe? (2000). Kupfer sah man vom 22. September 1997 bis 22. Juni 1998, von Folge 1 bis Folge 36, in der Rolle der Insassin Dagmar Friese in der RTL-Justizserie Hinter Gittern – Der Frauenknast.
Mit ihrem Partner Achim Gebauer, der die Kinderagentur Tomorrow leitet, betreibt sie das Special Coaching Actors Studio in Berlin.

### Musik
Außerdem arbeitete sie als Sängerin bei Kristiane Kupfer & das kleine Künstlerorchester (1990–1994). Zu den Olympischen Spielen in Atlanta und in Los Angeles hatte sie verschiedene Gesangs-Auftritte. Unter dem Pseudonym „Crizz Chameleon“ brachte sie eine Tekkno-CD heraus, außerdem sang sie den Titelsong Debbies Song einer Folge der Serie Ein Fall für zwei (ZDF, 1995).

## Filmografie (Auswahl)
- 1980: Blaue Pferde auf rotem Gras (Theateraufzeichnung)
- 1985: Zahn um Zahn (Fernsehserie)
- 1986: Polizeiruf 110: Mit List und Tücke (Fernsehreihe)
- 1991: Drei Damen vom Grill (Fernsehserie)
- 1994: Stadtklinik (Fernsehserie, 6 Folgen)
- 1994: Tödliches Erbe (Fernsehfilm)
- 1995: Ein Fall für zwei (Fernsehserie)
- 1996: Abbuzze! Der Badesalz-Film
- 1996: Die Spur der roten Fässer
- 1997: Parkhotel Stern (Fernsehserie, 1 Folge)
- 1997–1998: Hinter Gittern – Der Frauenknast (Fernsehserie, 30 Folgen)
- 1998: Sperling (Fernsehserie, Folge 1x05: Sperling und der brennende Arm)
- 1999: Holgi – Der böseste Junge der Welt
- 2000: Tatort: Blüten aus Werder (Fernsehreihe)
- 2000: Mein absolutes Lieblingslied (Fernsehfilm)
- 2000: Sex oder Liebe? (Fernsehfilm)
- 2001: Anam
- 2002: Edgar Wallace – Das Haus der toten Augen (Fernsehfilm)

## Theater
- 1980: Michail Schatrow: Blaue Pferde auf rotem Gras – Regie: Christoph Schroth (Berliner Ensemble)